# Bez obmežen'
Bez obmežen' (in ucraino Без обмежень?) è un gruppo musicale ucraino formatosi nel 1999. È attualmente costituito dai musicisti Serhij Tančynec', Oleksandr Adamenko, Oleksij Berežnyj, Andrij Rad'ko e Ihor Rybar.

## Storia del gruppo
I Bez obmežen' si sono fatti conoscere col brano Bez neï nijak, tratto dall'album in studio d'esordio Dychajutoboju (2015), che è divenuto il primo ingresso del gruppo nella hit parade nazionale. Tonu, traccia di 5Chvylyn (2017), ha segnato la prima top 30 del gruppo.
Budu z toboju! (2018) ha prodotto il brano omonimo, arrivato all'8º posto in classifica. Ne movčy, fermatosi all'11ª posizione, è contenuto nel terzo LP Mil'jardy (2019); lo stesso disco include Zori zapalaly, vincitore di un M1 Music Award.
Il quinto album in studio Vil'ni ljudy, uscito nel novembre 2021, è stato promosso da una tournée; la traccia omonima è arrivata al vertice della classifica ucraina nel marzo 2022.
Dym (2023) ha trascorso diciotto settimane in cima alla graduatoria nazionale. Hanno ricevuto diverse nomination agli YUNA, il principale riconoscimento musicale ucraino.
Il gruppo è stato il secondo più riprodotto a livello nazionale per due anni consecutivi secondo i dati rilevati da Tophit, con rispettivamente oltre 1,2 e 1,1 milioni di passaggi radiofonici.

## Formazione
Attuale
- Serhij Tančynec' – voce
- Oleksandr Adamenko – basso
- Oleksij Berežnyj – batteria
- Andrij Rad'ko – chitarra
- Ihor Rybar – chitarra, tastiere

Ex componenti
- Viktor Janco
- Vladyslav Borobec'
- Vasyl' Lolojda
- Ivan Zimenko
- Vladyslav Skrypka
- Serhij Popovyč

## Discografia

### Album in studio
- 2015 – Dychajutoboju
- 2017 – 5Chvylyn
- 2018 – Budu z toboju!
- 2019 – Mil'jardy
- 2021 – Vil'ni ljudy

### Album dal vivo
- 2024 – Teplyj koncert. Akustyka

### Album di remix
- 2019 – Akustyka
- 2020 – Remix

### Raccolte
- 2018 – The Best Of
- 2020 – Best Of
- 2021 – Krašče
- 2023 – Krašče

### Singoli
- 2017 – Tvoï oči
- 2017 – #Chočeš
- 2018 – Lystopad
- 2019 – Zori zapalaly
- 2019 – Mil'jardy
- 2020 – Lypen'
- 2021 – Pokljanys'. Pociluj. Obijmy
- 2021 – LitoKamon
- 2021 – Movčati
- 2022 – 24/02
- 2023 – Povernys' živym
- 2023 – Dym
- 2023 – Narodženi vil'nymy (con Zlata Ohnjevič)
- 2023 – A ty... (con Tayanna)
- 2024 – Jakby